# BMC Racing Team/Saison 2009
Mannschaft und Erfolge des BMC Racing Team in der Saison 2009.

## Erfolge

### Erfolge in der UCI America Tour
In der Saison 2009 gelangen dem Team nachstehende Erfolge in der UCI America Tour.
| Datum   | Rennen                   | Kat. | Fahrer      |
| ------- | ------------------------ | ---- | ----------- |
| 9. Juni | 1. Etappe Tour de Beauce | 2.2  | Danilo Wyss |

### Erfolge in der UCI Europe Tour
In der Saison 2009 gelangen dem Team nachstehende Erfolge in der UCI Europe Tour.
| Datum          | Rennen                        | Kat. | Fahrer        |
| -------------- | ----------------------------- | ---- | ------------- |
| 30. August     | 4. Etappe Grand Prix Tell     | 2.2  | Thomas Frei   |
| 26.–30. August | Gesamtwertung Grand Prix Tell | 2.2  | Mathias Frank |

## Mannschaft

### Kader
| Name             | Geburtstag         | Nationalität       |
| ---------------- | ------------------ | ------------------ |
| Chad Beyer       | 15. August 1986    | Vereinigte Staaten |
| Brent Bookwalter | 16. Februar 1984   | Vereinigte Staaten |
| Steve Bovay      | 25. November 1984  | Schweiz            |
| Antonio Cruz     | 31. Oktober 1971   | Vereinigte Staaten |
| Mathias Frank    | 9. Dezember 1986   | Schweiz            |
| Thomas Frei      | 19. Januar 1985    | Schweiz            |
| Jonathan Garcia  | 10. August 1981    | Vereinigte Staaten |
| Martin Kohler    | 17. Juli 1985      | Schweiz            |
| Jeff Louder      | 8. Dezember 1977   | Vereinigte Staaten |
| Ian McKissick    | 20. August 1980    | Vereinigte Staaten |
| Alexandre Moos   | 22. Dezember 1972  | Schweiz            |
| Scott Nydam      | 9. April 1977      | Vereinigte Staaten |
| Florian Stalder  | 13. September 1982 | Schweiz            |
| Jackson Stewart  | 30. Juni 1980      | Vereinigte Staaten |
| Taylor Tolleson  | 13. Juli 1985      | Vereinigte Staaten |
| Danilo Wyss      | 26. August 1985    | Schweiz            |

### Zugänge – Abgänge
| Zugänge         | Team 2008         | Abgänge                   | Team 2009    |
| --------------- | ----------------- | ------------------------- | ------------ |
| Thomas Frei     | Team Astana       | David Galvin              | Unbekannt    |
| Mathias Frank   | Team Gerolsteiner | Darren Lill               | Team Type 1  |
| Markus Zberg    | Team Gerolsteiner | Nathan Miller             | Unbekannt    |
| Florian Stalder | Team Volksbank    | Mike Sayers               | Unbekannt    |
| Chad Beyer      | Neoprofi          | Markus Zberg (bis 14.08.) | Karriereende |